# Protesilaos
Protesilaos (altgriechisch Πρωτεσίλαος Prōtesílaos, lateinisch Protesilaus) ist in der griechischen Mythologie ein griechischer Fürst und Held zur Zeit des Trojanischen Krieges, ein Sohn des Iphiklos und Gatte der Laodameia. Es wird berichtet, dass Protesilaos 40 schwarze Schiffe aus Phylake (Thessalien) nach Troja führte und als erster der Griechen im Kampf mit den Trojanern getötet wurde.

## Hintergrund
Protesilaos war einer der Freier von Helena, er war regierender Fürst eines griechischen Herrscherhauses in Phylake und Umgebung. Kurz vor seinem Aufbruch nach Asien verheiratete er sich mit Laodameia. Bei der Ankunft der Griechen vor Troja sprang er als erster ans Ufer, obwohl er – gemäß einem Orakelspruch – wusste, dass der erste der griechischen Krieger, der das asiatische Ufer betreten würde, auch als erster sterben müsse. Und so wurde er auch, nachdem er mehrere Trojaner getötet hatte, von dem trojanischen Fürsten Aeneas (alternativ werden auch Hektor, Euphorbos, Achates oder Kyknos genannt) erschlagen.
Seiner erst frisch vermählten Gattin Laodameia gewährten die Götter die Bitte, Protesilaos für drei Stunden in die Oberwelt zurückkehren zu lassen. Als er wieder in den Hades hinab musste, folgte ihm Laodameia aus Verzweiflung in den Tod. Nach seinem Tod übernahm sein Bruder Podarkes an seiner Stelle die Führung der Truppen aus Phylake.

## Grabstätte und Heldenkult
Protesilaos wurde bei den Griechen als Held verehrt. In Elaios (auch: Eleus) an der Südspitze der Halbinsel Chersones befand sich seine mit einem Ulmenhain bepflanzte Grabstätte. Sie war von einer Art Kultbezirk mit einem Tempel (Heroon) umgeben. Dort bestand auch eine in Griechenland berühmte Orakelstätte, wahrscheinlich ein Traumorakel.
Als später die Chersones unter persischer Besatzung stand, raubte der persische Statthalter Artayktes, die dort lagernden „Schätze, goldene und silberne Schalen, Erz, Kleidung und andere Weihegeschenke“. Als die Chersones 478 v. Chr. von dem athenischen Feldherrn Xanthippos, dem Vater des Perikles, erobert wurde, ließ er Artayktes einfangen und für die Schändung der Grabstätte des Protesilaos kreuzigen.
Alexander der Große besuchte 334 v. Chr. zu Beginn seines Persien-Feldzuges in einer bewussten politischen Geste das Grab des Protesilaos und opferte hier den Göttern, bevor er – sich der griechischen Öffentlichkeit als Nachfolger des mythischen Helden zeigend – nun seinerseits den Hellespont überquerte und (in der Nähe von Troja) seinen Fuß auf das asiatische Ufer setzte.
Der griechische Dichter Euripides verfasste eine Tragödie mit dem Titel Protesilaos, von der aber nur Fragmente überliefert worden sind. 

## Künstlerische Darstellungen
Die Stadt Elaios prägte zur Zeit des römischen Kaisers Commodus Münzen mit dem Bild des Protesilaos, die den Helden am Bug eines Schiffes stehend zeigen, bereit, an das feindliche Ufer zu springen.
Im Britischen Museum in London und im Metropolitan Museum of Art in New York befinden sich Statuen, die nach Ansicht von Fachleuten Kopien einer Originalstatue aus dem 5. Jahrhundert sind, die Protesilaos darstellen könnte.
Der Mythos von Protesilaos und Laodameia war mehrfach Motiv auf römischen Sarkophagen.